# Discografie van Brant Bjork

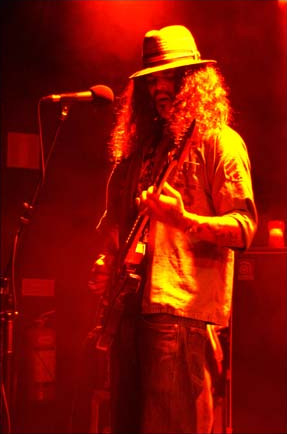
Brant Bjork

Dit is een overzicht van de albums en singles van Brant Bjork.

## Soloalbums
| Jaar | Titel                       | Opmerkingen               |
| 1999 | Jalamanta                   | Componist, tekstschrijver |
| 2002 | Brant Bjork & the Operators | Componist, tekstschrijver |
| 2003 | Keep Your Cool              | Componist, tekstschrijver |
| 2004 | Local Angel                 | Componist, tekstschrijver |
| 2007 | Tres Dias                   | Componist, tekstschrijver |
| 2008 | Punk Rock Guilt             | Componist, tekstschrijver |
| 2010 | Gods & Goddesses            | Componist, tekstschrijver |

## Groepsalbums

### MetChé
| Jaar | Titel                | Opmerkingen  |
| 2000 | Sounds of Liberation | gitaar, zang |

### MetBrant Bjork and the Bros
| Jaar | Titel          | Opmerkingen  |
| 2005 | Saved by Magic | gitaar, zang |
| 2007 | Somera Sól     | gitaar, zang |

### MetKyuss
| Jaar | Titel                             | Opmerkingen                               |
| 1990 | Sons of Kyuss                     | Drums                                     |
| 1991 | Wretch                            | Drums, componist, tekstschrijver          |
| 1992 | Blues for the Red Sun             | Drums, componist, tekstschrijver, concept |
| 1994 | (Welcome to) Sky Valley           | Drums, Componist, tekstschrijver          |
| 2000 | Muchas Gracias: The Best of Kyuss | Drums, Componist, tekstschrijver          |

### MetFu Manchu
| Jaar | Titel                        | Opmerkingen     |
| 1994 | No One Rides for Free        | Muziekproducent |
| 1997 | The Action Is Go             | Drums           |
| 1998 | Fu Manchu/Fatso Jetson Split | Drums           |
| 1999 | Eatin' Dust                  | Drums           |
| 1999 | King of the Road             | Drums           |
| 2001 | California Crossing          | Drums           |

### MetMondo Generator
| Jaar | Titel                             | Opmerkingen                                                   |
| 2000 | Cocaine Rodeo                     | Drums ("13th Floor", "Simple Exploding Man", "Cocaine Rodeo") |
| 2003 | A Drug Problem That Never Existed | Drums                                                         |
| 2004 | Use Once and Destroy Me (DVD)     | Drums                                                         |
| 2006 | "I Never Sleep" – 7"              | Drums ("Here We Come", "Allen's Wrench")                      |
| 2008 | Australian Tour EP 2008           | Drums ("Unless I Can Kill", "Simple Exploding Man")           |

#### MetVista Chino
| Jaar | Titel | Opmerkingen                      |
| 2013 | Peace | Drums, Componist, tekstschrijver |

## Anders
(Selectief)
| Jaar | Titel                                    | Opmerkingen                                                                 |
| 1995 | De Con - Balls For Days                  | Drums (uitgegeven op El Camino Records)                                     |
| 1995 | Solarfeast - Gossamer                    | Producer (uitgegeven op El Camino Records)                                  |
| 1996 | L.A.B. - 7" Single                       | Gitaar, ("Burning Leaf", "Chihuahua")                                       |
| 1998 | Fatso Jetson - 7" Singles                | Gitaar, ("Blueberries & Chrome", "Swollen Offering", "Accelerator General") |
| 1998 | Meteor City - Welcome to Meteor City     | Gitaar, Fatso Jetson song ("Procrastination Process")                       |
| 1998 | Desert Sessions - Volumes 1 & 2          | Drums, Basgitaar, & Percussie                                               |
| 1999 | Desert Sessions - Volumes 5 & 6          | Drums, Gitaar                                                               |
| 2004 | Auf der Maur - Auf Der Maur              | Drums, ("Followed The Waves", "My Foggy Notion")                            |
| 2005 | Yellow No. 5 - Demon Crossing            | Drums                                                                       |
| 2005 | Hulk - Cowboy Coffee and Burned Knives   | Gast "Seducer" (hidden track)                                               |
| 2006 | Sabbia (film/documentaire) - Kate McCabe | Componist, concept                                                          |
| 2006 | Ten East - Extraterrestrial Highway      | Basgitaar                                                                   |
| 2012 | Earthlings? - earthlings? Reissue        | Congas, "Lightning Song" (bonus track)                                      |
| 2013 | Black Pussy                              | Producer (uitgegeven op Made In China Records)                              |

### Singles en muziekvideo's
| Jaar | Nummer                   | Album                       | Band                     |
| 1992 | Thong Song               | Blues for the Red Sun       | Kyuss                    |
| 1992 | Green Machine            | Blues for the Red Sun       | Kyuss                    |
| 1992 | Evil Eye                 | The Action Is Go            | Fu Manchu                |
| 1999 | King of the Road         | King of the Road            | Fu Manchu                |
| 2002 | My Ghettoblaster         | Brant Bjork & the Operators | Brant Bjork              |
| 2002 | Hinda 65                 | Brant Bjork & the Operators | Brant Bjork              |
| 2005 | Gonna Make the Pony Trot | Saved by Magic              | Brant Bjork and the Bros |
| 2005 | Let the Truth Be Known   | Saved by Magic              | Brant Bjork and the Bros |
| 2008 | Sabbia excerpt           | Sabbia (dvd)                |                          |
| 2008 | Born To Rock             | Punk Rock Guilt             | Brant Bjork              |

### Promo's
| Brant Bjork talks Punk Rock Guilt |
| Sounds of Liberation              |
| Making of My Ghettoblaster        |
| Jalamanta Retrospective Part 1    |
| Jalamanta Retrospective Part 2    |